# 미나미유쿠하시역
미나미유쿠하시역(일본어: 南行橋駅)은 일본 후쿠오카현 유쿠하시시에 위치한 규슈 여객철도 소속 철도역이며, 닛포 본선의 정차역이다.

## 역 구조 및 승강장
상대식 홈 2면 2선을 가지는 지상역.
규슈 교통 기획이 역 업무를 수행하는 업무 위탁역이므로, POS 단말기가 설치되어 있다. 간이형 자동 개찰기와 SUGOCA의 간이형 자동 개찰기가 설치되어 있다.
SUGOCA의 이용이 가능하지만, 카드 판매는 실시하지 않고 요금만 취급을 실시한다.
| 플랫폼 | 노선        | 방향   | 행선지                           |
| 1      | ■ 닛포 본선 | 상행선 | 유쿠하시 · 고쿠라 · 모지 항 방면 |
| 2      | ■ 닛포 본선 | 하행선 | 나카쓰 · 우사 방면               |

## 인접 역
| 닛포 본선            | 닛포 본선 | 닛포 본선                   |
| -------------------- | --------- | --------------------------- |
| 유쿠하시 고쿠라 방면 | ■ 보통    | 신덴바루 가고시마 중앙 방면 |